# ويليام فاولر
ويليام فاولر هو عداء سريع كندي، (ولد في مونتريال في كندا 1905 – 1967 م).

## وصلات خارجية
- ويليام فاولر على موقع أوليمبيديا (الإنجليزية)